# Toxoniella rogoae
Espèce
Toxoniella rogoae est une espèce d'araignées aranéomorphes de la famille des Liocranidae.

## Distribution
Cette espèce est endémique du Kenya. Elle se rencontre entre 1 720 et 1 750 m d'altitude dans les monts Taita.

## Description
Le mâle holotype mesure 3,20 mm et la femelle paratype 3,21 mm, les femelles mesurent de 3,21 à 5,11 mm.

## Étymologie
Cette espèce est nommée en l'honneur de Lucy Rogo.

## Publication originale
- Warui & Jocqué, 2002 : The first Gallieniellidae (Araneae) from eastern Africa. Journal of Arachnology, vol. 30, no 2, p. 307-315 (texte intégral).